# Brüssow
Brüssow là một đô thị ở huyện Uckermark, bang Brandenburg, Đức. Đô thị này có diện tích 101,02 km², dân số thời điểm 31 tháng 12 năm 2006 là 2262 người. Đô thị này có cự ly 16 16 km về phía đông nam Pasewalk, 27 km về phía tây Szczecin.